# 미스터 판타스틱

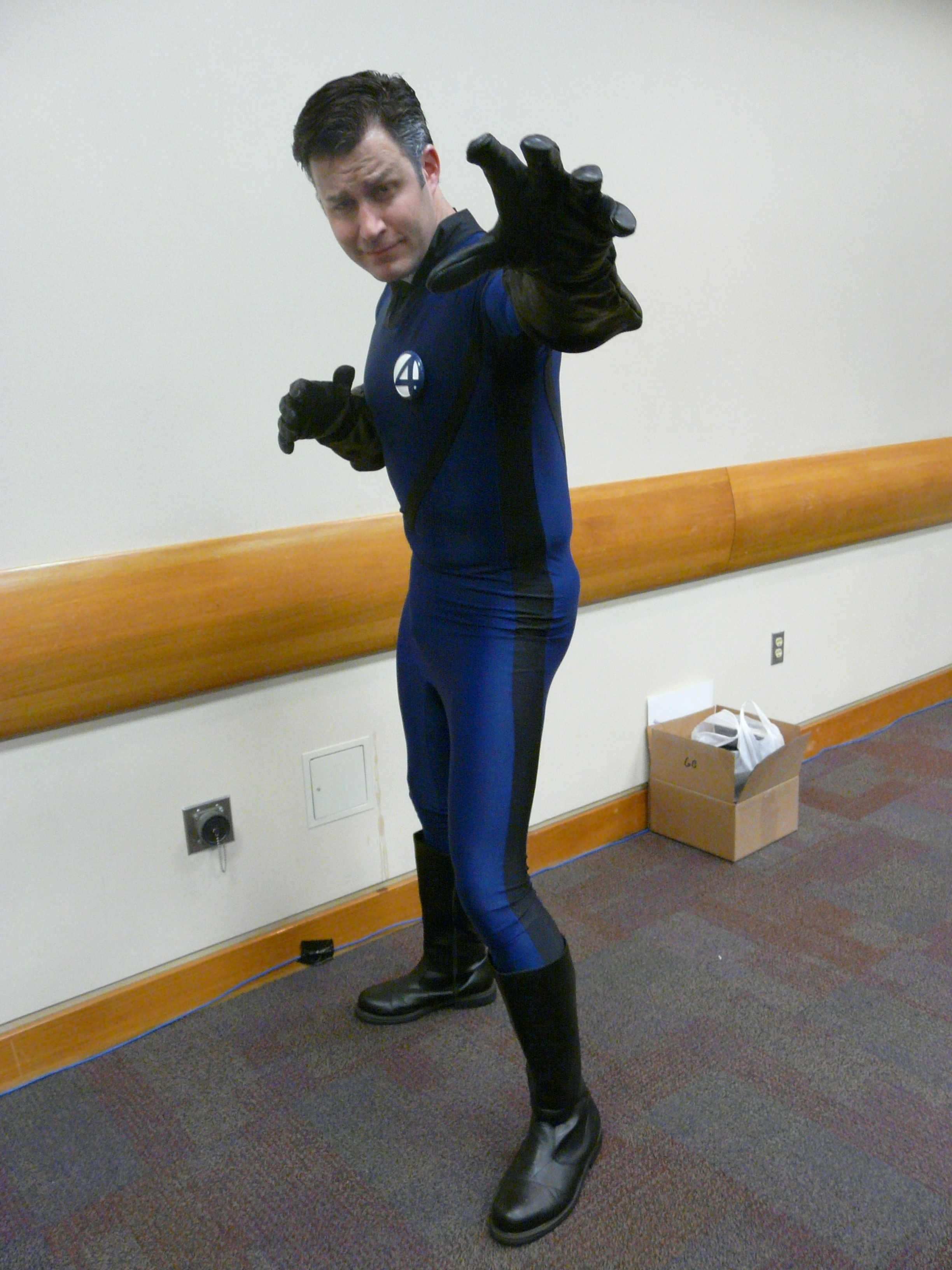

리드 리처즈(영어: Reed Richards), 일명 미스터 판타스틱(Mister Fantastic)은 마블 코믹스의 슈퍼히어로 캐릭터로, 판타스틱 포의 일원이다. 인비저블우먼의 남편이다. 우주비행 사고로 몸을 고무처럼 늘릴 수 있는 초능력을 얻었다.
2005년작 영화 《판타스틱 4》에서는 요안 그리피드가 미스터 판타스틱을 연기했다. 2015년작 《판타스틱 4》에서는 마일스 텔러가 배역을 맡았다.

## 담당 배우

### 영화
- 판타스틱 포(1994) - 앨릭스 하이드화이트
- 판타스틱 4(2005) - 요안 그리피드
  - 판타스틱 4: 실버 서퍼의 위협(2007) - 요안 그리피드
- 판타스틱 4(2015) - 마일스 텔러
- 닥터 스트레인지: 대혼돈의 멀티버스(2022) - 존 크러진스키
- 판타스틱 4: 퍼스트 스텝스(2025) - 페드로 파스칼

## 담당 성우

### TV 애니메이션
- 판타스틱 포(1967) - 제럴드 모어
- 뉴 판타스틱 포(1978) - 마이크 로드
- 판타스틱 포(1994) - 보 위버
  - 인크레더블 헐크(1996) - 보 위버
- 스파이더맨(1994) - 캠 클라크
- 판타스틱 포: 세계 최고의 영웅들(2006) - 히로 가나가와
- 슈퍼 히어로 스쿼드 쇼(2009) - 제임스 마스터스
- 어벤저스: 지구 최강의 영웅들(2010) - 디 브래들리 베이커
- 헐크와 스매쉬 요원들(2013) - 로빈 앳킨 다운스

### 비디오 게임
- 판타스틱 4(2005) - 요안 그리피드, 로빈 앳킨 다운스
  - 판타스틱 4: 실버 서퍼의 위협(2007) - 매슈 카민스키
- 마블 얼티밋 얼라이언스(2006) - 데이비드 노턴
  - 마블 얼티밋 얼라이언스 2(2009) - 로버트 클롯워디
- 마블 히어로즈(2013) - 월리 윙거트
- 레고 마블 슈퍼 히어로즈(2013) - 디 브래들리 베이커